# آینئوس
آینئوس (انگلیسی: Aeneus) بنیانگذار افسانه ای شهر باستانی در تراکیه، انز (همچنین به نام پولتیمبریا) بود.